# Ouaké
Ouaké es una comuna beninesa perteneciente al departamento de Donga.
En 2013 tiene 74 289 habitantes, de los cuales 17 259 viven en el arrondissement de Ouaké.
Se ubica en la frontera con Togo, a medio camino entre Djougou y Kara.

## Subdivisiones
Comprende los siguientes arrondissements:
- Badjoudè
- Kondé
- Ouaké
- Sèmèrè I
- Sèmèrè II
- Tchalinga